# Mózes (opera)
Mózes (olaszul Mosè in Egitto) Gioachino Rossini három felvonásos operája. Szövegkönyvét Andrea Leone Tottola írta Francesco Ringhieri L'Osiride című színműve alapján. Ősbemutatójára 1818. március 5-én került sor a nápolyi Teatro di San Carlo operaházban. Az operát Rossini 1827-ben átdolgozta és kibővítette négy felvonásossá a Párizsi Opera számára Moïse et Pharaon, ou Le Passage de la Mer Rouge (Mózes és a fáraó, vagyis átkelés a Vörös-tengeren) címmel.

## Szereplők
| Szereplő                   | Hangfekvés   |
| -------------------------- | ------------ |
| Mózes                      | basszus      |
| Fáraó                      | basszus      |
| Szinaisz, a fáraó felesége | mezzoszoprán |
| Aménofisz, a fáraó fia     | tenor        |
| Anaisz, zsidó lány         | szoprán      |
| Eliézer                    | tenor        |
| Mária, Mózes húga          | alt          |
| Aufisz, egy pap            | tenor        |

## Cselekmény
Helyszín: Egyiptom
Idő: a bibliai időkben
A zsidók ígéretet kapnak a fáraótól, hogy hamarosan visszanyerik szabadságukat. Ez az uralkodó fiának, Aménofisznak köszönhető, aki szerelmes Anaiszba, a gyönyörű zsidó lányba. A lány nagybátyja Mózes, aki elhatározza, hogy népét hazaviszi a fogságból. Amikor Aménofisz megtudja, hogy szabadulása esetén ő is népével hazatérne, sértettségében ráveszi apját, hogy változtassa meg elhatározását. Ekkor Mózes csodát tesz: elsötétíti Egyiptom felett a Napot és követeli a fáraótól, hogy engedje szabadon népét. A fáraó kibúvókat keres, viszont Mózes még egyszer elsötétíti az eget és ekkor már a csillagok sem látszanak. A fáraó enged és a zsidók útra kelnek. Aménofisz még egyszer megkéri Anaiszt, hogy maradjon vele, de a lány hajthatatlan. A fáraó hadserege elzárja a zsidók útját. Mózes imájára a Vörös-tenger kettényílik és a zsidók száraz lábbal kelnek át rajta. Mikor azonban az egyiptomiak üldözőbe veszik őket, a tenger összezárul és mind ott lelik halálukat.

## Híres áriák
- Dal tuo stellato soglio – Mózes imája